# Apaxtitla
Apaxtitla är en ort i Mexiko.   Den ligger i kommunen Chicontepec och delstaten Veracruz, i den sydöstra delen av landet, 200 km nordost om huvudstaden Mexico City. Apaxtitla ligger 277 meter över havet och antalet invånare är 124.
Terrängen runt Apaxtitla är kuperad åt sydväst, men åt nordost är den platt. Runt Apaxtitla är det ganska tätbefolkat, med 120 invånare per kvadratkilometer. Närmaste större samhälle är Benito Juárez, 13,5 km väster om Apaxtitla. Trakten runt Apaxtitla består till största delen av jordbruksmark.